# Васинская (Московская область)
Васинская — деревня в муниципальном округе Егорьевск Московской области России. 

## География
Деревня Васинская расположена в юго-западной части муниципального округа Егорьевск, примерно в 26 километрах к юго-востоку от города Егорьевск. В 800 метрах к югу от деревни протекает река Цна. Высота над уровнем моря 106 метров.

## История
До отмены крепостного права в России деревня принадлежала помещику Полозову. После 1861 года деревня вошла в состав Лелеческой волости Егорьевского уезда. Приход находился в селе Лелечи.
В 1926 году деревня входила в Поповский сельсовет Лелечевской волости Егорьевского уезда.
До 1994 года Васинская входила в состав Бобковского сельсовета Егорьевского района, в 1994—2004 годы — Бобковского сельского округа, а в 1994—2006 годы — Раменского сельского округа.
До 2015 года входила в состав сельского поселения Раменское.
В 2015 году вошла в состав городского округа Егорьевск, образованного в том же году путем упразднения Егорьевского района и объединения всех его поселений в единый городской округ.

## Демография
В 1885 году в деревне проживало 190 человек, в 1905 году — 154 человека (76 мужчин, 78 женщин), в 1926 году — 132 человека (57 мужчин, 75 женщин). По переписи 2002 года в деревне не было зарегистрировано постоянного населения. Население — 0 человек (2010).
| 1859 | 1868 | 1885 | 1905 | 1926 | 2002 | 2006 |
| ---- | ---- | ---- | ---- | ---- | ---- | ---- |
| 142  | ↗151 | ↗190 | ↘154 | ↘132 | ↘0   | →0   |
| 2010 |      |      |      |      |      |      |
| →0   |      |      |      |      |      |      |